# Blauwgrijze blinde haai
De blauwgrijze blinde haai (Brachaelurus colcloughi) is een vis uit de familie van blinde haaien (Brachaeluridae), orde bakerhaaien (Orectolobiformes), die voorkomt in het westen van de Grote Oceaan en endemisch voorkomt in de wateren rondom Australië. De soort is niet blind, is ovipaar en leeft op diepten tot maximaal 6 meter onder het wateroppervlak en kan een lengte
bereiken van 76 cm.
De blauwgrijze blinde haai is voor de visserij van beperkt commercieel belang. De soort is volgens de Rode Lijst van de IUCN een kwetsbare diersoort.